# Akheri
Akheri è una circoscrizione mista (mixed ward) della Tanzania situata nel distretto di Meru, regione di Arusha. Conta una popolazione di 17 236 abitanti (censimento 2022).